# 크리스탈 게이지
《크리스탈·게이지》(일본어: クリスタル・ゲージ)는 GARNET CROW의 12번째 싱글이다. 2002년 12월 11일 GIZA studio에서 발매되었다.
전곡의 작곡은 나카무라 유리, 작사는 아즈키 나나, 편곡은 후루이 히로히토가 맡았다.
오리콘 차트 첫 등장 10위를 기록해, 이로써 2002년에 발표한 GARNET CROW의 작품은 모두 오리콘 차트 톱 10위 내에 랭크 인하게 되었다.

## 수록곡
1. 크리스탈·게이지
2. Crier Girl & Crier Boy ~ice cold sky~
3. 크리스탈·게이지 -instrumental-

## 차트 성적
- 최고순위 10위 (오리콘)